# Cetopirus complanatus
Cetopirus complanatus is een zeepokkensoort uit de familie van de Coronulidae. De wetenschappelijke naam van de soort is voor het eerst geldig gepubliceerd in 1852 door Mörch.